# Karnıyarık

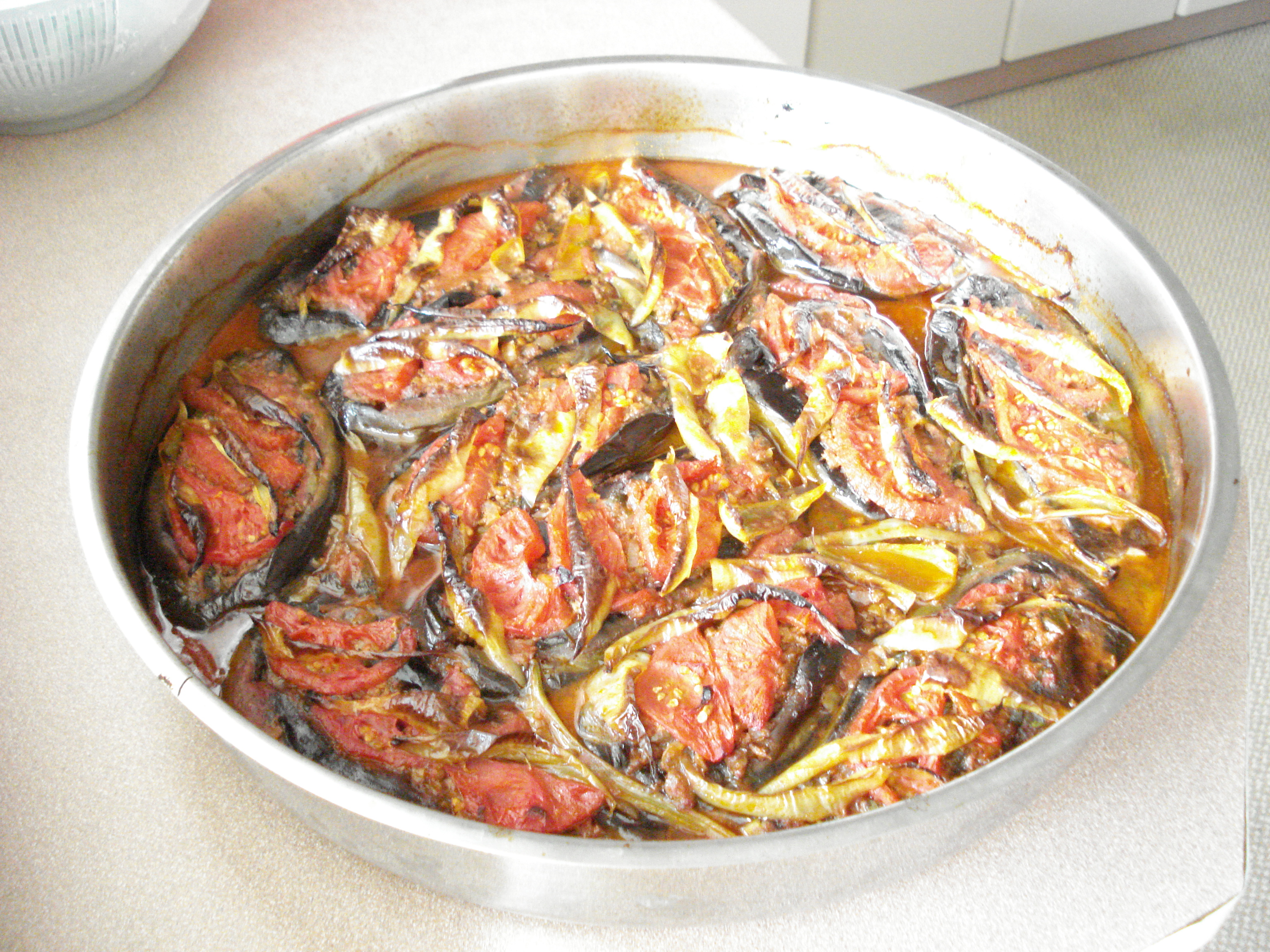
Karnıyarık

Karnıyarık (que se pode traduzir por beringelas recheadas, barriga cortada ou aberta ou barrigas de berigelas) é um prato típico da culinária da Turquia. O ingrediente principal é a beringela, que é recheada com cebola picada, alho, salsa tomates, pimenta e carne picada.
O karnıyarık é geralmente cozinhado num forno e serve-se quente, quase sempre acompanhado de arroz. Está presente em praticamente todas as regiões da Turquia e consome-se principalmente nos meses de verão, como parto principal, tanto ao almoço como ao jantar.
Uma variante do karnıyarık é o ımam bayıldı, que não inclui carne picada no recheio e se serve frio.